# Erciyes (gora)
Erciyes (turško Erciyes Dağı), znana tudi pod imenom Argaeus, je gora v Turčiji, najvišji vrh Anatolske planote (3917 mnv). To je velik stratovulkan, ki ga obkrožajo številne monogenetske odprtine in lavne kupole ter en maar. Največji del vulkana je nastal z lavnimi tokovi andezitne in dacitne sestave. V preteklosti se je del vrha zrušil proti vzhodu.
V miocenu se je vulkan začel oblikovati. Najprej se je vulkan daleč vzhodno imenoval Koç Dağ in je nastal iz lavnih tokov. Potem, spet na vzhodu, so veliki eksplozivni izbruhi oblikovali kaldero. V pleistocenu je v kalderi, skupaj s skupino lavnih kupov, nastala gora Erciyes. Bočni izbruhi Erciyesa so v zgodnjem holocenu povzročili plasti pepela v Črnem morju in Sredozemlju.
Zadnji izbruhi so se zgodili v zgodnjem holocenu in so lahko odlagali pepel vse do Palestine; pojav zgodovinskega vulkanizma je nejasen. Prihodnje erupcije Erciyesa lahko ogrozijo mesta na severu gore. V pleistocenu je bil vulkan poledenel in en ledenik obstaja še danes, vendar pa se topi.

## Etimologija
Erciyes je bil v preteklosti znan kot Argaeus, ime, ki izhaja od makedonskega kralja Argaeusa I. (678 - 640 pr. n. št.) . Mount Argaeus na Luni je poimenovana po tem starem imenu za Erciyes. Starejše črkovanje imena je bilo "Erciyas", preden je postal "Erciyes" v 1940 do 1960-ih. Ime pomeni 'bela gora'; hetitsko ime za Erciyes je Harkasos in ima enak pomen. 

## Geografija
Erciyes leži v provinci Kayseri v Turčiji. Mesto Kayseri leži 15 km — 25 km severno od vulkana, druga mesta v regiji sta Talas in Hacilar, severno od Erciyesa, vendar bližje vulkanu (19 km in 12 km) in Develi, ki je južno od vulkana. Dostop do vrha je težek. Plezalci v antiki so poročali, da se lahko z vrha vidi tudi Črno morje in Sredozemlje.
Erciyes je s 3916 m najviša gora u Centralni Anatoliji in najvišji vrh Antitaurusa - severovzhodnega kraka pogorja Taurus. 
Do danes je precej erodiral a se morda ponovno prebudi in izbruhne kot je bilo to v obdobju antičnega Rima leta 253. pr. n. št. 
Danes je Erciyes eno najboljših smučišč v Turčiji.

## Geologija
Vulkan ima površino 1300 kvadratnih kilometrov. Razvil je širok ščit, dacitne kupole in tokovi pa predstavljajo večino izpostavljenih enot, vključno z vrhom, kjer je bilo ugotovljenih več tokov lave. Lavni tokovi se raztezajo tako iz vrha kot iz stranskih zračnikov. Plaz drobirja, ki se razteza vzhodno-severovzhodno od Erciyesa je nastal zaradi propada vrha, ki je ustvaril 2-kilometrski širok rob v obliki podkve in tvori zgornji del doline Üçker. Odlagališče drobirskih plazov seže 7 km od vrha in ima videz kupčkov. Na splošno ima vulkan erodiran videz. 
Dve glavni dolini se raztezata z vrha, severovzhodno dolina Aksu in vzhodno dolina Üçker. Manjše doline Öksüzdere ležijo severno, na jugozahodu Topaktaş in Saraycık jugozahodno od vrha. Dolina Aksu vsebuje precej morene, ki je posledica pleistocenske poledenitve, ki je bila visoka do 60 metrov in široka 60-120 metrov. V dolini je nastal sandur, ki ga je delno zakopala Karagüllü lava. Potoki na pobočjih niso pogosti, verjetno zaradi neugodne litologije.

### Petrologija
Erciyes Daği je izbruhal bazalt, bazaltni andezit, andezit, dacit, rodeacit in riolit.  Skale so predvsem andezitne z manjšimi količinami dacita, ta pa najverjetneje prevladuje v vrhu. V vulkanu prevladujejo kalk-alkalne kamnine. Minerali, ki jih vsebujejo kamnine Erciyesa, so klinopiroksen, ilmenit, ortoproksen, plagioklaz in titanomagnetit. Vzorci, vzeti iz vrha, vsebujejo tudi amfibole, apatit, biotit, feldspar, kremen in cirkon.

## Podnebje in biologija
Podnebje v regiji vpliva na topografijo, pri čemer  gorovji Taurus in Kaçkar blokirata vdor vlage v Anatolijo. Poletja so suha in vroča, zime pa mokre in hladne; v Kayseriju so poletne temperature približno 19 ° C, zimske temperature približno 0 ° C. Padavine na Kayseriju padejo večinoma jeseni, pozimi in spomladi in znašajo 383 milimetrov na leto. Najvišje temperature v Develiju, južno od Erciyesa, so okoli 29,5 ° C in minimalne temperature -5,6 ° C. Na splošno je na gori kontinentalno podnebje.
Štiri vegetacijski pasovi obkrožajo gora: borealni pas, predalpski, alpski in podsnežni pas.  Med 1000—1100 metrov dominira višinska stepa. Med 1100—2500 metri prevladujejo gozdovi Juniperus, Populus tremula in Quercus, kjer okolje ni bilo spremenjeno s človeško dejavnostjo. Na višjih višinah so planinski pašniki. Vrste v rastlinskih pasovih se razlikujejo od tistih, ki jih najdemo na enakovrednih območjih zahodnoevropskih gora.
Rastlinstvo Erciyesa je raznoliko. Ugotovljene so bile številne endemične rastlinske vrste, med njimi Astragalus argaeus, Astragalus stenosemioides, Asyneuma trichostegium, Bellardiochloa argaea, Dianthus crinitus argaeus, Festuca cratericola, Festuca woronowii argaea, Hieracium argaeum, Onobrychis argaea in Vicia canescens argaea. Rastlina Silene erciyesdaghensis je bila odkrita in poimenovana po gori. Geograf Strabon je trdil, da je bil v antiki vulkan pogozden. Številne endemične in reliktne živalske vrste najdemo tudi na Erciyesu. Paša, naselja in turizem so spremenili naravno vegetacijo gore. 